# Posterstein
Posterstein es un municipio situado en el distrito de Altenburger Land, en el estado federado de Turingia (Alemania), a una altitud de 300 metros. Su población a finales de 2016 era de unos 430 habitantes y su densidad poblacional, 77 hab/km².
Dentro del distrito, el municipio está asociado a la mancomunidad (Verwaltungsgemeinschaft) de Oberes Sprottental, que tiene su sede en la vecina ciudad de Schmölln. En su territorio se incluye la pedanía de Stolzenberg, localidad de unos cincuenta habitantes que fue municipio hasta su incorporación a Posterstein en 1950.
Se conoce la existencia de la localidad desde 1191. El topónimo deriva de la familia noble local Puster y de su castillo medieval, conocido como Stein ("piedra"). Hasta la unificación de Turingia en 1920, la localidad perteneció al ducado de Sajonia-Altemburgo.